# Gräberfeld von Femtinge

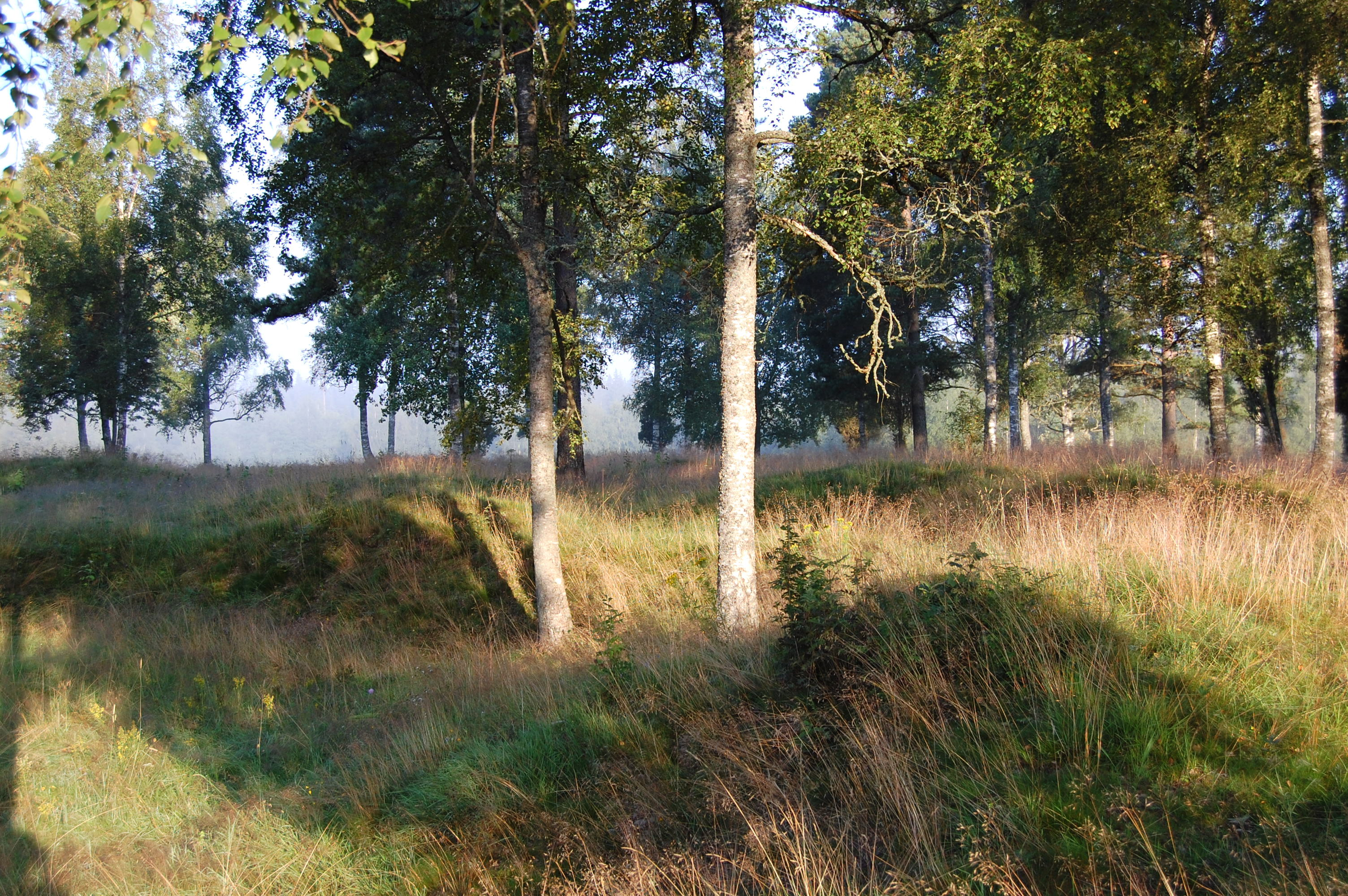
Gräberfeld von Femtinge

Das Gräberfeld von Femtinge (schwedisch Femtinge gravfält) ist eine prähistorische Grabanlage bei Femtinge in der schwedischen Gemeinde Sävsjö in der Provinz Småland. Südlich des Gräberfelds fließt der Toftaån.
Das Gräberfeld umfasst etwa 70 Grabhügel. Eine Besonderheit sind zwei Grabhügel, die eine Schiffsform aufweisen. Die Entstehung der Gräber wird für die jüngere Eisenzeit im ersten Jahrtausend nach Beginn unserer Zeitrechnung vermutet.